# Stefano Colombo
Stefano Colombo (ur. 24 listopada 1990 roku) – włoski kierowca wyścigowy.

## Życiorys
Colombo rozpoczął karierę w wyścigach samochodowych w 2009 roku od startów we  Włoskiej Formule Renault. Z dorobkiem 48 punktów uplasował się tam na 16 pozycji w klasyfikacji generalnej. W późniejszych latach pojawiał się także w stawce Włoskiej Formuły Abarth, Alpejskiej Formuły Renault 2.0, Europejskiego Pucharu Formuły Renault 2.0, Blancpain Endurance Series, Italian GT Championship, Campionato Italiano Gran Turismo oraz w Porsche Supercup.

## Wyniki

### Podsumowanie
| Sezon | Seria                                                                   | Zespół                 | Wyścigi | Zwycięstwa | PP | NO | Podium | Punkty | Pozycja |
| ----- | ----------------------------------------------------------------------- | ---------------------- | ------- | ---------- | -- | -- | ------ | ------ | ------- |
| 2009  | Włoska Formuła Renault                                                  | Cram Competition       | 4       | 0          | 0  | 0  | 0      | 48     | 16      |
| 2010  | Włoska Formuła Abarth                                                   | RP Motorsport          | 14      | 0          | 0  | 0  | 0      | 0      | NS      |
| 2011  | Alpejska Formuła Renault 2.0                                            | Team Torino Motorsport | 14      | 0          | 0  | 0  | 0      | 154    | 5       |
| 2011  | Europejski Puchar Formuły Renault 2.0                                   | EPIC Racing            | 2       | 0          | 0  | 0  | 0      | 0      | NS†     |
| 2012  | Italian GT Championship – GT3                                           | ROAL Motorsport        | 14      | 4          | 3  | 0  | 7      | 143    | 1       |
| 2012  | Blancpain Endurance Series – GT3 Pro-Am Cup                             | ROAL Motorsport        | 1       | 0          | 0  | 0  | 0      | 0      | NS      |
| 2013  | Campionato Italiano Gran Turismo – GT3                                  | Team BMW Italia        | 14      | 2          | 1  | 0  | 5      | 125    | 2       |
| 2013  | Blancpain Endurance Series – GT3 Pro Cup                                | Vita4one Racing Team   | 5       | 0          | 0  | 0  | 0      | 11     | 24      |
| 2014  | Blancpain Endurance Series – Pro-Am Cup                                 | ROAL Motorsport        | 3       | 1          | 0  | 0  | 1      | 26     | 11      |
| 2014  | Blancpain Sprint Series                                                 | ROAL Motorsport        | 12      | 0          | 0  | 0  | 0      | 3      | 22      |
| 2015  | Porsche Supercup                                                        | LEM Racing             | 2       | 0          | 0  | 0  | 0      | 0†     | NS†     |
| 2015  | Włoski Puchar Porsche Carrera                                           | LEM Racing             | 12      | 2          | 3  | 1  | 3      | 5      | 92      |
| 2015  | Puchar Porsche Porsche Carrera – 24 Hours of Spa Support Race – Klasa A | LEM Racing             | 1       | 0          | 0  | 0  | 0      | 5†     | 0†      |

† – Colombo nie był zaliczany do klasyfikacji.